# Joan Harrison
Joan Harrison (n. 29 noiembrie 1935, East London, Eastern Cape, Africa de Sud – d. 20 mai 2025) a fost o înotătoare sud-africană, medaliată olimpică. A participat la o ediție a Jocurilor Olimpice (1952) în care a câștigat o medalie de aur.

## Participări
Lista de mai jos prezintă principalele competiții la care a participat Joan Harrison de-a lungul carierei.
- swimming at the 1952 Summer Olympics – women's 100 metre backstroke[*]